# 150 років Національній філармонії України (монета)
«150 р́оків Націон́альній філарм́онії Укра́їни» — ювілейна монета номіналом 2 гривні, випущена Національним банком України. Присвячена 150-річчю однієї з найстаріших концертних організацій нашої держави.
При започаткуванні Київського філармонічного товариства, заснованого у 1863 році, стояли відомі митці і прогресивні громадські діячі — композитор М. Лисенко, фольклорист М. Рігельман, композитор-аматор П. Селецький та багато інших.
Монету введено в обіг 12 вересня 2013 року. Вона належить до серії «Інші монети».

## Опис монети та характеристики
| Номінал грн. | Метал      | Маса, г | Діаметр, мм | Якість виготовлення       | Гурт     | Тираж, штук |
| ------------ | ---------- | ------- | ----------- | ------------------------- | -------- | ----------- |
| 2            | нейзильбер | 12,8    | 31          | спеціальний анциркулейтед | рифлений | 20 000      |

### Аверс
На аверсі монети розміщено: угорі малий Державний Герб України та напис півколом «НАЦІОНАЛЬНИЙ БАНК УКРАЇНИ», зображення виду Колонної зали ім. Лисенка зі сцени, на якій стоїть рояль; праворуч рік карбування монети «2013» та логотип Монетного двору Національного банку України, унизу — номінал «2 ГРИВНІ».

### Реверс
На реверсі монети на дзеркальному тлі зображено будівлю колишнього Купецького зібрання (1882), у якій з 1944 року і до сьогодні розміщується Національна філармонія України, під якою — герб та напис: «НАЦІОНАЛЬНА»/«ФІЛАРМОНІЯ»/«УКРАЇНИ»/«150 РОКІВ».

## Автори

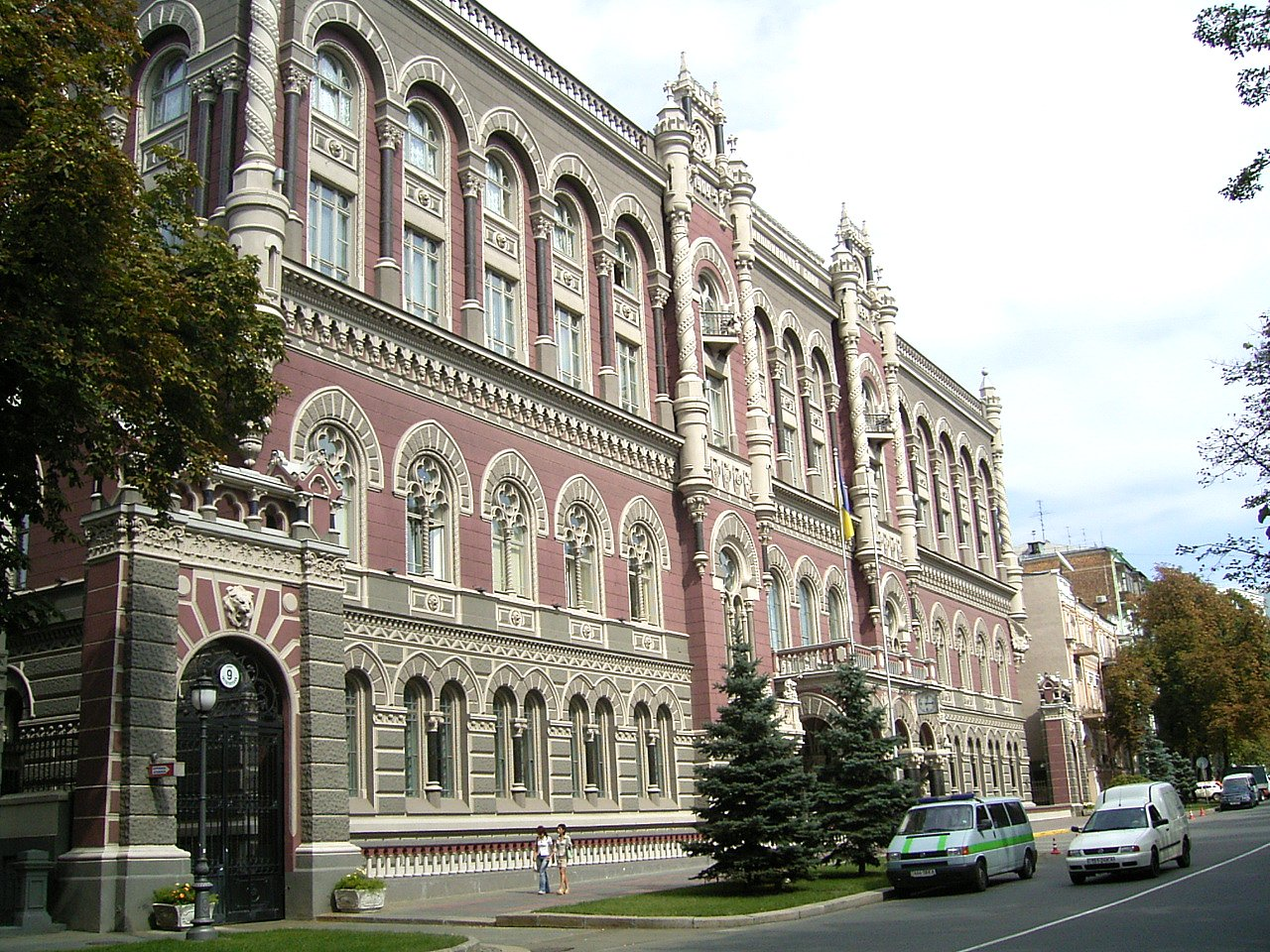
Будівля Національного банку України

Художник та скульптор — Атаманчук Володимир.

## Вартість монети
Під час введення монети до обігу в 2013 році, Національний банк України реалізовував монету через свої філії за ціною 15 гривень.
Фактична приблизна вартість монети, з роками змінювалася так:
| Рік        | 2014 | 2015 | 2016 | 2017 | 2018 | 2019 | 2020 | 2021 | 2022 | 2023 | 2024 | 2025 |
| ---------- | ---- | ---- | ---- | ---- | ---- | ---- | ---- | ---- | ---- | ---- | ---- | ---- |
| Ціна, грн. | 35   | 40   | 60   | 190  | 185  | 180  | 170  | 160  | 170  | 190  | 280  | 310  |